# Бріан Коутс
Бріан Коутс (англ. Brian Coats; нар. 24 червня 1974) — південноафриканський борець греко-римського стилю, чемпіон, срібний та дворазовий бронзовий призер чемпіонатів Африки.

## Життєпис
Боротьбою почав займатися з 1984 року.
Виступав за спортивний клуб «Прімроуз».

## Спортивні результати на міжнародних змаганнях

### Виступи на Чемпіонатах Африки
| Змагання                         | Збірна | Вагова категорія                 | Місце  |
| -------------------------------- | ------ | -------------------------------- | ------ |
| Чемпіонат Африки з боротьби 1992 | ПАР    | греко-римська боротьба, до 52 кг | 4      |
| Чемпіонат Африки з боротьби 1993 | ПАР    | греко-римська боротьба, до 57 кг | Бронза |
| Чемпіонат Африки з боротьби 1994 | ПАР    | греко-римська боротьба, до 57 кг | Бронза |
| Чемпіонат Африки з боротьби 1996 | ПАР    | греко-римська боротьба, до 62 кг | Срібло |
| Чемпіонат Африки з боротьби 1997 | ПАР    | греко-римська боротьба, до 63 кг | Золото |
| Чемпіонат Африки з боротьби 2000 | ПАР    | греко-римська боротьба, до 63 кг | 5      |

### Виступи на Всеафриканських іграх
| Змагання                 | Збірна | Вагова категорія                 | Місце |
| ------------------------ | ------ | -------------------------------- | ----- |
| Всеафриканські ігри 1995 | ПАР    | греко-римська боротьба, до 62 кг | 4     |